# سامسون داودا
سامسون داودا (بالإنجليزية: Samson Dauda)‏ (مواليد 11 مارس 1986) هو لاعب كمال أجسام محترف بريطاني من أصول نيجيرية. يتنافس في قسم كمال الأجسام المفتوح للرجال في دوري المحترفين التابع للاتحاد الدولي لكمال الأجسام واللياقة البدنية. وهو بطل مستر أولمبيا الحالي، بعد فوزه باللقب في مسابقة مستر أولمبيا 2024.